# Saint-Barthélemy-Lestra
Saint-Barthélemy-Lestra is een gemeente in het Franse departement Loire (regio Auvergne-Rhône-Alpes) en telt 582 inwoners (1999). De plaats maakt deel uit van het arrondissement Montbrison.

## Geografie
De oppervlakte van Saint-Barthélemy-Lestra bedraagt 11,1 km², de bevolkingsdichtheid is 52,4 inwoners per km².
De onderstaande kaart toont de ligging van Saint-Barthélemy-Lestra met de belangrijkste infrastructuur en aangrenzende gemeenten.

## Demografie
Onderstaande figuur toont het verloop van het inwonertal (bron: INSEE-tellingen).